# Polednice

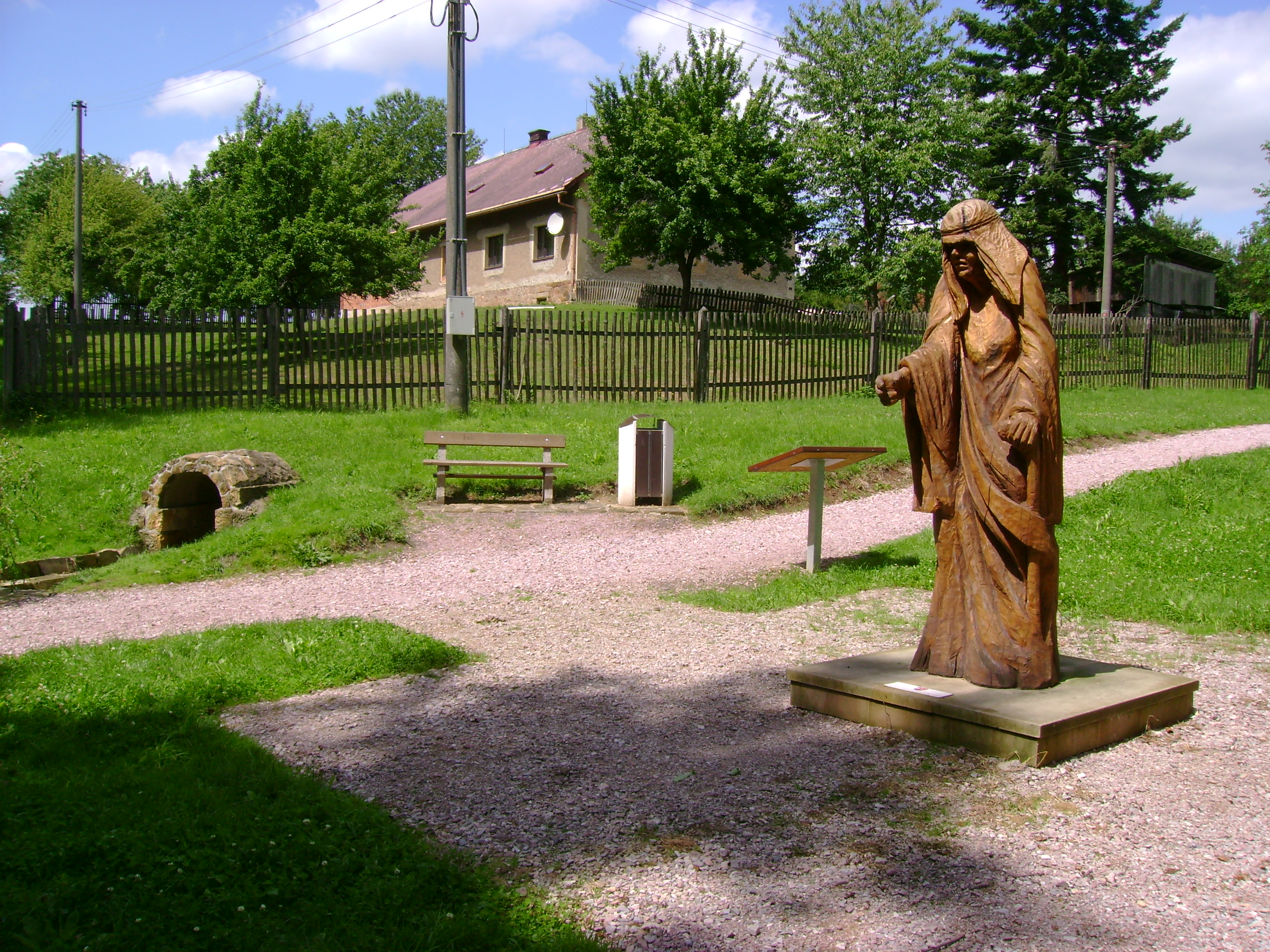
Socha polednice v Miletíně

Polednice je mytická bytost ve slovanském folklóru obcházející v poledne pole, jež trestá ty, kdo na nich v tuto dobu pracují, a která unáší děti. Poledne je v lidové kultuře chápáno jako hodina duchů, stejně jako půlnoc, a čas, kdy se má odpočívat. Polednici se podobá v křesťanské tradici známý daemon meridianus – „polední démon“, který způsobuje stav zvaný akédia „otupělost, apatie“. Svým kladením hádanek se podobá řecké sfinx.

## Podoba a chování
Česká polednice se zjevuje v několika podobách, zpravidla je oděná v bílém, někdy též v červeném. Buď se jedná o vzdušnou bílou paní, ošklivou stařenu s rozcuchanými vlasy, šikmýma očima a kopytem nebo dlouhými vlasy místo šatů a s tělem pokrytým šupinami podobajícími se nehtům, případně drobného děvčete s bičem ve věku kolem dvanácti let. O polednách se toulá lesy a poli, létá na větru a je provázena vichřicí. Trestá ty, co nedodržují polední klid, kdo ji uvidí, musí přerušit práci a zůstat stát či odejít domů, jinak je poražen na zem, pořezán či zabit jejím dotykem či bičem, ty co se jí nepokloní, bije přes nohy. Obzvláště nebezpečná je dětem, které také podvrhuje, kvůli ní nesmí  šestinedělky opouštět svou postel za koutní plachtou. Taktéž krade děti ponechané bez dohledu o poledni na poli, nebo děti neposlušné, toulavé nebo takové, které kradou ovoce.
Slovenská poludnica má podobu nevěsty oděné po starém způsobu nebo bosé ženy oděné do dlouhé plachty či potrhané sukně, může být také neviditelná a způsobovat lehký vánek. Protože člověka, na kterého narazí, vodí a vleče sem a tam, říká se jí také podlúdnica, jinak mu pokládá hádanky nebo jej usmrcuje. Vypráví se, že polednice přebývaly na Devíně, odkud házely svůj míč.
Polská południca, południówka či przypołudnica má podobu vysoké ženy oděné v bílou plachtu a držící v ruce srp. Zjevuje se během léta v poledne na polích a v lesích, někdy se též zjevuje v domech za bouře, je zodpovědná za různé přírodní jevy, výslovně pak fata morganu a je doprovázena sedmi velkými černými psy. Těm, co o poledni na polích pracují, dává hádanky, které nelze vyřešit – poté je potrestá těžkou chorobou, s oblibou pronásleduje ženy a děti, přičemž druhé také krade. Ochranou před ní je požehnání se hned, jak je v dálce spatřena. V malopolském Sandoměřsku se věřilo, že polednice jsou malé ženy, které sedí v dírách a opouštějí je jen za letních polední, kdy je teplo a lidé nejsou na poli.
Lužickosrbská přepołdnica či přezpołdnica má podobu velké staré ženy v bílém oděvu a srpem v ruce nebo malé ženy. O poledni vychází z lesa a zjevuje se žencům na polích, ty pak nutí hodinu mluvit o jedné a téže věci nebo se jich ptá na různé otázky týkající se pěstování rostlin – tomu, kdo ji nedovede vyhovět, usekne hlavu či na něj sešle nemoc. Taktéž vyměňuje děti šestinedělkám a mladým ženám. Na druhou stranu střeží o polednách obilí před zloději a trestá děti, které se brouzdají obilím. Taktéž se jí říká serpownica, sepjelbaba, serpašyja nebo serp.
Ruská poludnica se zjevuje jako vysoká hezká dívka oděná v bílém. O žních chodí po polích a tomu, koho tam v poledne zastihne točí hlavou dokola a způsobuje mu bolest šíje, taktéž zavádí děti do žita. Někde je považována za strážkyni osetých polí. Rusové na Sibiři si jí představují jako stařenu s hustými kudrnatými vlasy žijící v rákosí a kopřivách, která unáší zlobivé děti.

## Podobné bytosti
Kromě polednice byly známy bytosti jako poledníček, klekánice a klekáníček, půlnočnice a nemodlilka.
Česká klekánice mívá stejně jako někdy polednice podobu škaredé stařeny s rozcuchanými vlasy, šikmýma očima a kopytem, také je znám klekáníček – objevují se jako mužík chodící po kolenou,  jako děsivý mužík s rohy či vířící sloup prachu. Klekánice unáší neposlušné a toulavé děti po večerním zvonění – klekání. Slovenská klakanica byla známá hlavně v Záhoří, nočnica či polnočnice se zjevovala o půlnoci a oznamovala tak smrt v rodině.
Psychiatr Vladimír Vondráček nazývá tyto bytosti pedagogickými strašidly a řadí k nim ještě nemodlenku, která unáší děti, které se nechtějí modlit, postelníčka budícího děti dlouho se povalující na posteli a pucnohu či škrabinožku, který ostrým nožem seškrabuje bláto z nohou.

## Kultura
- Polednice – čtvrtá balada ze sbírky Kytice Karla Jaromíra Erbena z roku 1853
  - Polednice – symfonická báseň Antonína Dvořáka z roku 1896
  - Polednice – české filmové drama/horror Jiřího Sádka z roku 2016
- Helinda a Klekánice – kniha pro děti Pavlíny Brzákové z roku 2009